# تسي مان وينغ
تسي مان وينغ (بالصينية: 謝敏榮) (5 يناير 1983 - ) هو مدرب كرة قدم ولاعب كرة قدم صيني في مركز الدفاع. شارك مع منتخب هونغ كونغ تحت 23 سنة لكرة القدم ومنتخب هونغ كونغ لكرة القدم. أما مع النوادي، فقد لعب مع نادي جنوب الصين ونادي سون هي ونادي إيسترن سبورتس وهونغ كونغ رينجرز وSouthern District FC ‏.

## وصلات خارجية
- تسي مان وينغ على موقع قاعدة بيانات كرة القدم.إي يو (الإنجليزية)
- تسي مان وينغ على موقع Soccerway.com (الإنجليزية)